# 福州苎麻
福州苎麻（学名：Boehmeria formosana var. fuzhouensis）为荨麻科苎麻属下的一个变种。

## 扩展阅读
- 維基物種上的相關：福州苎麻